# UFC Fight Night: Gustafsson vs. Manuwa
UFC Fight Night: Gustafsson vs. Manuwa (también conocido como UFC Fight Night 37) fue un evento de artes marciales mixtas celebrado por Ultimate Fighting Championship el 8 de marzo de 2014 en el The O2 Arena en Londres, Reino Unido.

## Historia
El evento estelar contó con una pelea entre Alexander Gustafsson y Jimi Manuwa.
Se esperaba que Ross Pearson se enfrentará a Melvin Guillard en una revancha en este evento. Sin embargo, Pearson se retiró de la pelea citando un desgarro escrotal y fue reemplazado por Michael Johnson.
Se esperaba que Brad Pickett hiciera su debut de peso mosca contra Ian McCall en esta tarjeta. Sin embargo, el 13 de febrero, se anunció que McCall se había retirado de la pelea y fue reemplazado por el debutante Neil Seery.

## Resultados
1. ↑  Originalmente victoria por sumisión para Gaudinot (guillotine choke). Resultado cambiado a Sin resultado después de que Gaudinot diera positivo por sustancias prohibidas después de la pelea.

## Premios extra
Cada peleador recibió un bono de $50,000:
- Pelea de la Noche: Alexander Gustafsson vs. Jimi Manuwa
- Actuación de la Noche: Alexander Gustafsson y Gunnar Nelson